# Puck (district)
Puck (powiat pucki) is een Pools district (powiat) in de woiwodschap Pommeren. Het district heeft een oppervlakte van 577,85 km² en telt 82.414 inwoners (2014).

## Steden

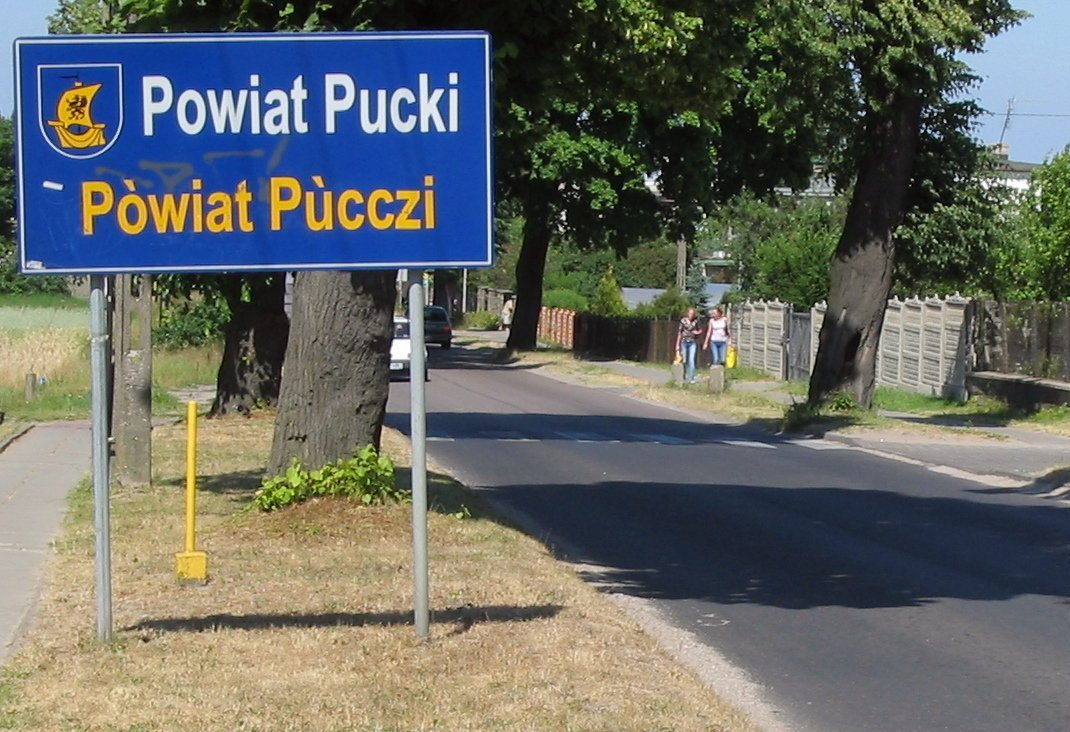
Tweetalig bord in het Pools en Kasjoebisch

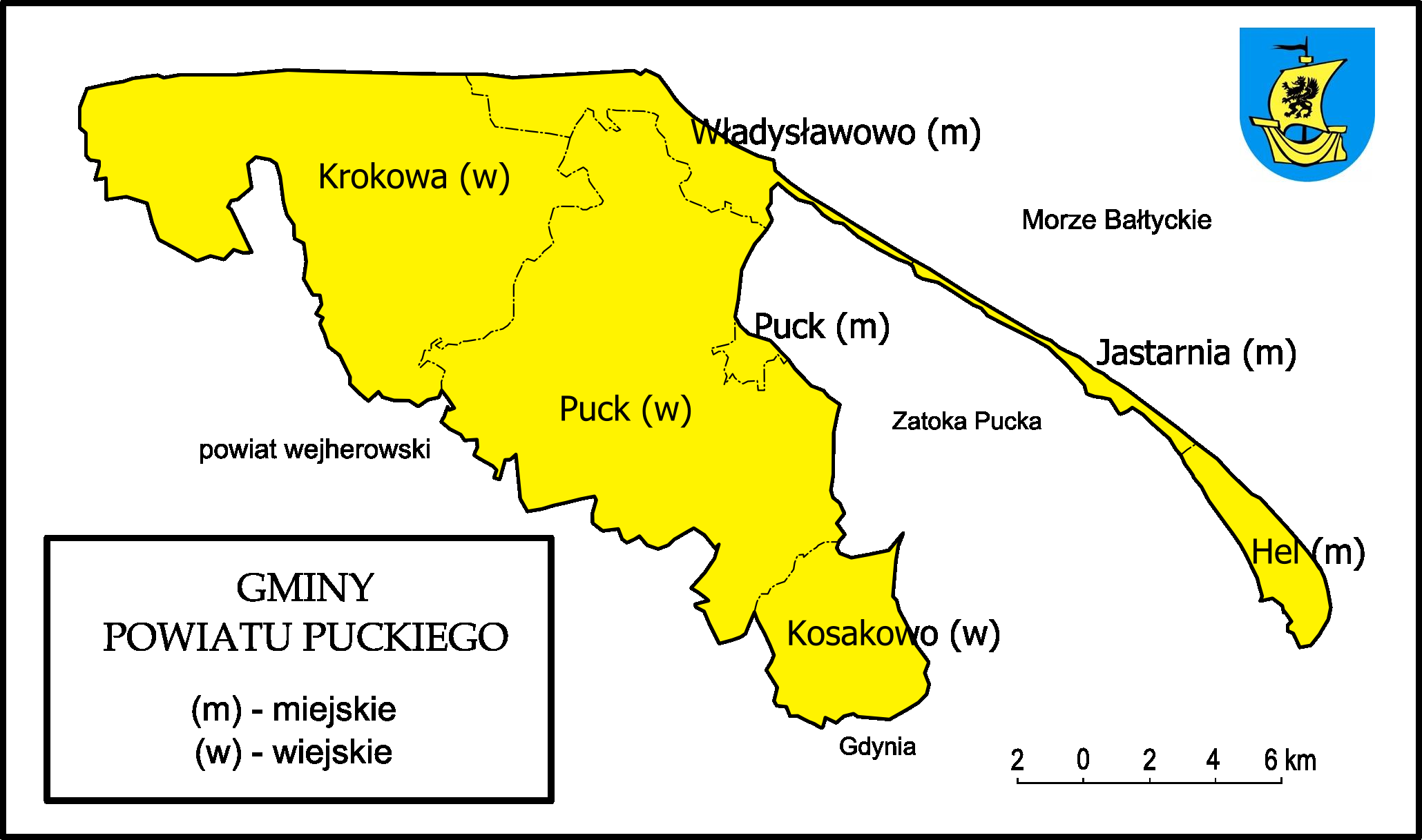
Gemeenten

- Hel (Hela)
- Jastarnia (Heisternest)
- Puck (Putzig)
- Władysławowo (Großendorf)

Stadsdistricten:
Gdańsk · Gdynia · Słupsk · Sopot

Districten:
Bytów · Chojnice · Człuchów · Gdańsk · Kartuzy · Kościerzyna · Kwidzyn · Lębork · Malbork · Nowy Dwór Gdański · Puck · Słupsk · Starogard · Sztum · Tczew · Wejherowo

Grootste steden:
Chojnice · Gdańsk · Gdynia · Kwidzyn · Lębork · Malbork · Rumia · Słupsk · Sopot · Starogard Gdański · Tczew · Wejherowo